# Nhân viên cổ cồn xanh

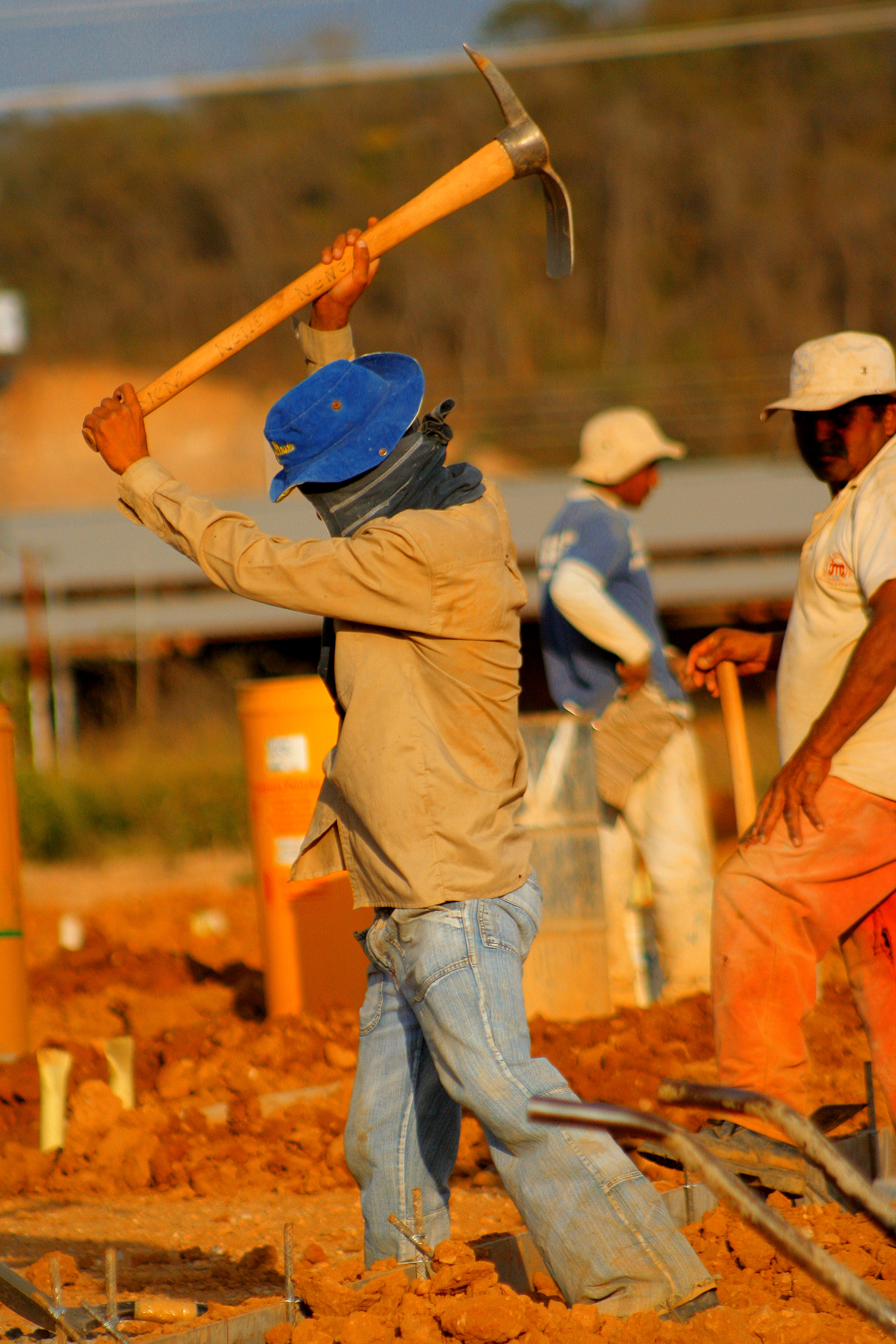
Công nhân đang cuốc đất ở Venezuela

Nhân viên cổ cồn xanh (tiếng Anh: blue-collar worker) là lớp người lao động làm công việc tay chân hay công việc cần trực tiếp dùng sức lực để hoàn thành. Tên gọi "cổ cồn xanh" xuất phát từ màu áo xanh dương của các công nhân xây dựng, kỹ thuật. Người lao động nhóm này có thể không cần qua đào tạo hay rèn luyện một kỹ năng nào cụ thể; họ thường làm những việc như sản xuất chế tạo, đào mỏ, vệ sinh môi trường, nông dân, xây dựng, thợ máy, nhân viên kho xưởng, vận chuyển hàng hóa, v.v.. Nhân viên cổ xanh thường được trả lương theo giờ, hoặc là theo dự án công việc hoặc định kỳ hàng tháng.
Trái lại với lao động cổ cồn xanh là lao động cổ cồn trắng (white-collar worker), họ làm việc trong môi trường văn phòng, với bàn làm việc và máy tính. Còn có một nhóm lao động nữa là cổ cồn hồng (pink collar), họ làm việc liên quán đến dịch vụ khách hàng, giải trí, kinh doanh. Nhìn chung, nhiều công việc ngày nay cần sự tổng hòa chung giữa cả ba nhóm lao động này, với những kỹ năng từ dùng sức lực chân tay cho đến trí tuệ.

## Hình ảnh

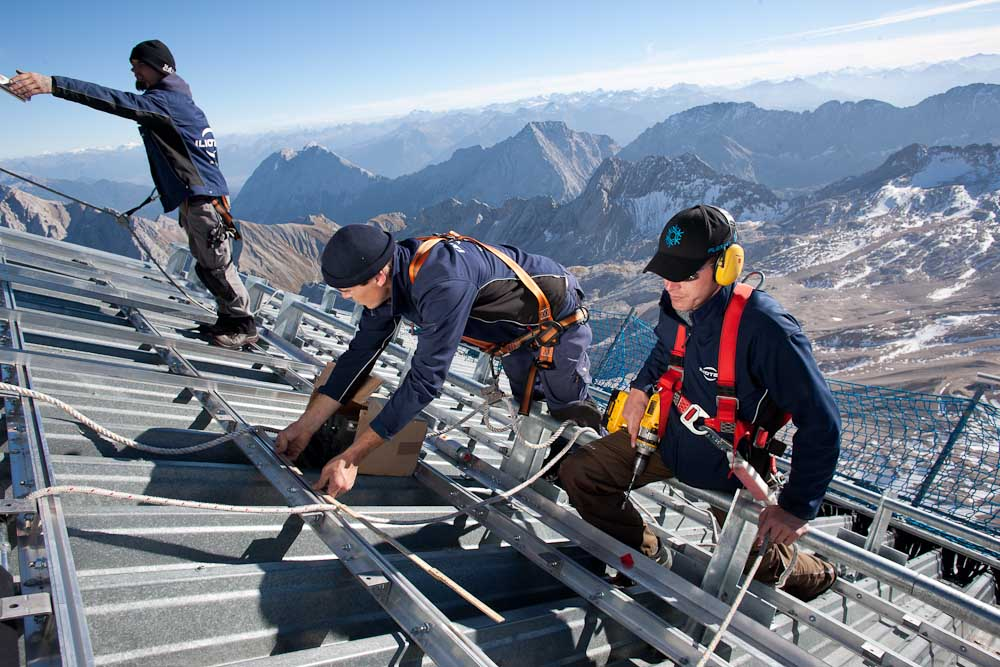
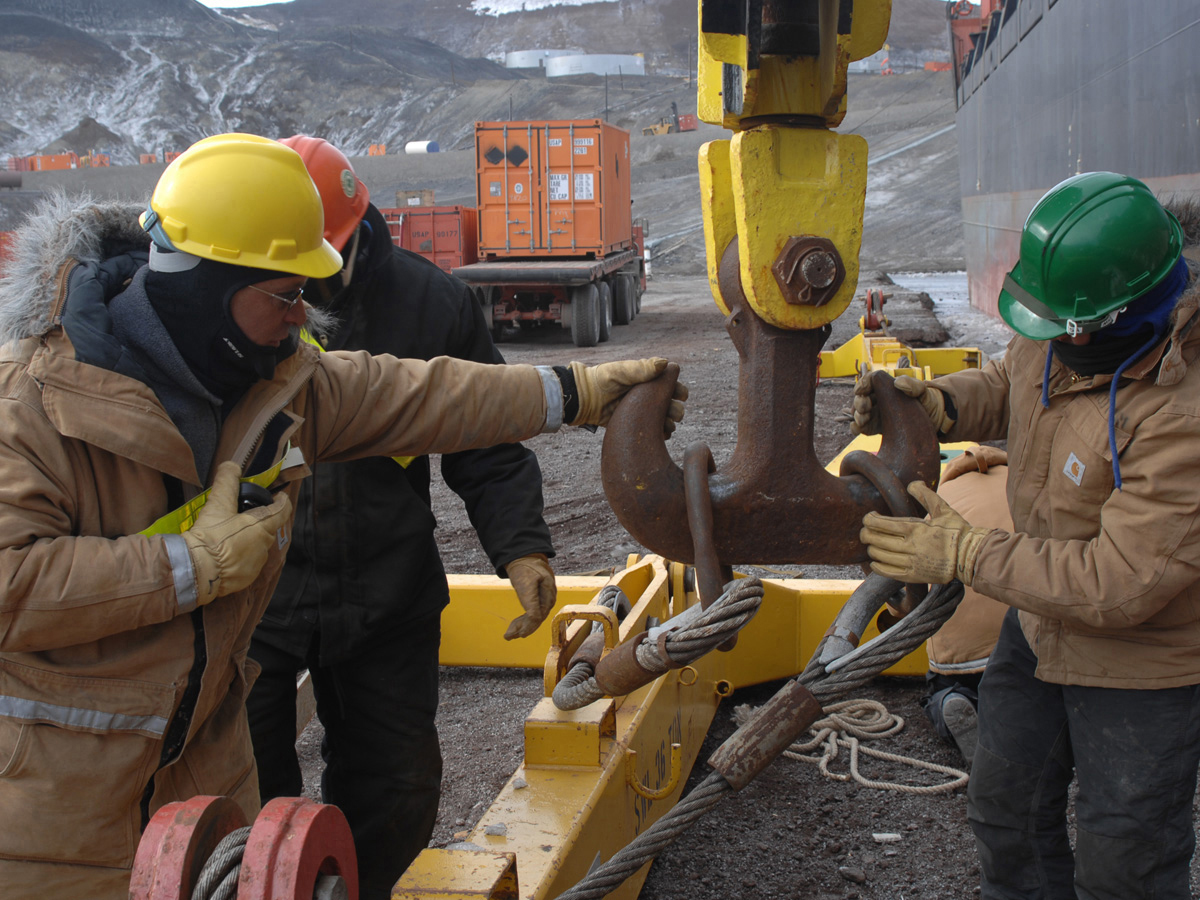
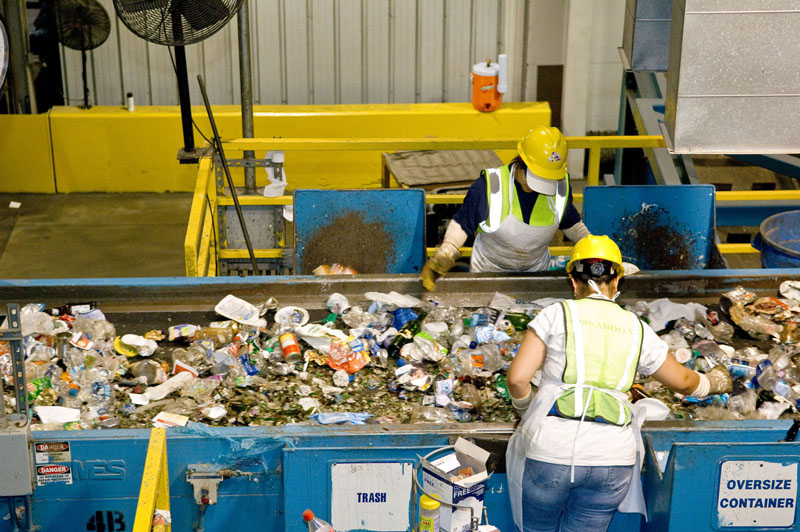